# Legendary – In jedem steckt ein Held
Legendary – In jedem steckt ein Held (Originaltitel: Legendary) ist ein US-amerikanisches Filmdrama aus dem Jahr 2010. Die Hauptrollen spielen Devon Graye und der WWE-Wrestler John Cena. Der Film ist eine Produktion der WWE Studios und wurde unter der Regie von Mel Damski gedreht. Der Film kam am 1. September 2010 in die amerikanischen Kinos, in Deutschland am 1. Oktober 2010. Eine Woche später wurde der Film auf DVD und Blu-ray herausgebracht.

## Handlung
Der 15-jährige Protagonist Calvin Chetley, genannt Cal, ist ein schmächtiger Außenseiter, der von den Teenagern seiner kleinen Heimatstadt in Oklahoma gehänselt wird. Sein Vater stirbt bei einem tragischen Autounfall. Mike, ein ehemaliger Ringer und älterer Bruder von Cal, gibt sich die Schuld am Unfall und verlässt die Familie in der Folge. Cal tritt dem Ringer-Team seiner Highschool bei. Er hofft, dort von seinem Bruder trainiert zu werden, so dass er wieder eine Beziehung zu ihm aufbauen kann, um so die Familie wieder zu vereinen. Als er seinen Bruder Mike fragt, ob er ihn trainieren möchte, lehnt dieser ab. Als Cal Mike mit einer Falschaussage vor Gericht hilft, entschließt sich Mike, seinen Bruder zu trainieren. Cal gewinnt viele Kämpfe, worauf seine Mutter Sharon stolz ist. Als Mike aufgrund einer Prügelei ins Gefängnis kommt, findet Cals Mutter durch einen Anruf heraus, dass sich Cal und Mike seit längerer Zeit heimlich treffen. Nach dem folgenden Streit zwischen Cal und seiner Mutter fährt sie zum Gefängnis, um Mike herauszuholen. Cals Finalkampf ist schließlich der Anlass zur Wiedervereinigung der Familie.

## Hintergrund
WWE Studios produzierte den Film zusammen mit Samuel Goldwyn Films. Die Dreharbeiten fanden im Dezember 2009 an der Bonnabel Magnet Academy High School in Kenner, Louisiana statt.

## Kritik
In den USA erhielt der Film meist negative Kritiken und wurde als „vorhersehbar und klischeehaft“ bezeichnet.
Das Lexikon des internationalen Films schrieb: „Ein 16-jähriger Schüler will in die Fußstapfen seines großen Bruders sowie seines verstorbenen Vaters treten und sich im Ringerteam seiner Schule behaupten. Dafür setzt er sich gegen die Widerstände der ängstlichen Mutter und des Bruders durch, der ihm nützliche Tricks verrät. Typisch amerikanisches Sportler- und Familiendrama mit den Klischees des Genres. Gut gespielt, in den Nebenrollen mit Stars der US-Wrestling-Szene besetzt.“
kinofilmwelt.de urteilte: „Bestechend an der Geschichte […] ist die Ausdauer und Hartnäckigkeit, mit der Cal sein Ziel verfolgt. Obwohl er Rückschläge einstecken muss und sich innere Zweifel einstellen, findet er immer wieder einen Ansatzpunkt, das Blatt zu wenden. […] Doch Cals Geschichte ist nicht als einfache Sportkarriere angelegt, sondern als Familiengeschichte, in der zurückliegende Ereignisse die Beteiligten darin hindern, vertrauensvoll miteinander umzugehen. Die Sport- und Kampfszenen beim Training und bei Wettbewerben sind einfallsreich und stimmungsvoll ins Bild gesetzt. Devon Graye überzeugt als Hauptfigur und auch seine Beziehung zu Mutter Sharon ist interessant ausgearbeitet. John Cena spielt eine für ihn untypische Rolle, die er mit Sicherheit, hätte das Drehbuch dies vorgesehen, variationsreicher hätte ausgestalten können. Insgesamt ein ungewöhnliche Sportlergeschichte mit guten Darstellern und nachdenkenswerten – nur wenig klischeehaften – Passagen.“